# 索尔拜
索尔拜（法語：Sorbais，法語發音：[sɔʁbɛ]）是法国上法蘭西大區埃纳省的一个市镇，属于韦尔万区。

## 地理
索尔拜（49°54'30"N, 3°53'41"E）面积13.72 平方千米，位于法国上法蘭西大區埃纳省，该省份为法国北部内陆省份，北起北部省，西接索姆省和瓦兹省，东临阿登省和马恩省，西南至塞纳-马恩省，东北部与比利时接壤。
与索尔拜接壤的市镇（或旧市镇、城区）包括：欧特雷普、比龙福斯、埃尔卢瓦、埃特雷欧蓬、弗鲁瓦代斯特雷、莱尼、莱尔济。

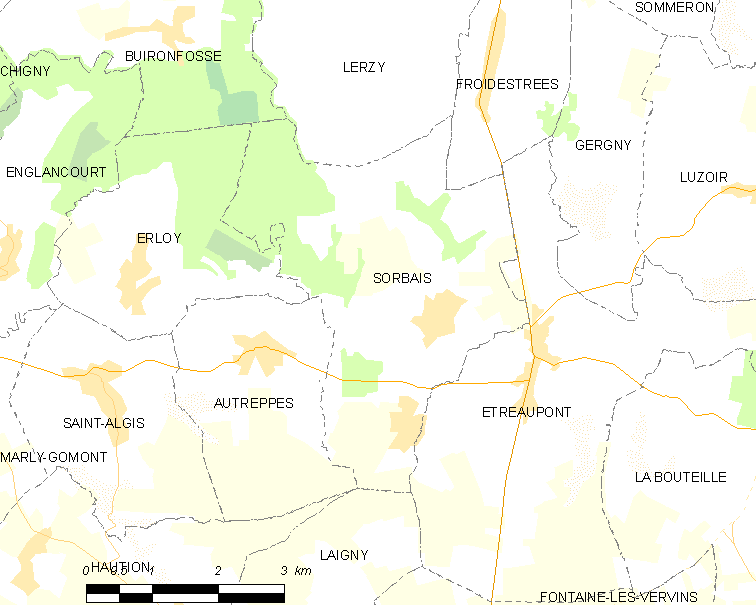
索尔拜的OSM定位图

索尔拜的时区为UTC+01:00、UTC+02:00（夏令时）。

## 行政
索尔拜的邮政编码为02580，INSEE市镇编码为02728。

## 政治
索尔拜所属的省级选区为韦尔万县。

## 人口

1962-2008年间索尔拜人口变化图示

索尔拜于2022年1月1日时的人口数量为261人。